# Groupe Collaboration
Le Groupe Collaboration ou « Collaboration, groupement des énergies françaises pour l'unité continentale » (1941-1945) était un groupe favorable à la collaboration avec l'occupant nazi pendant la Seconde Guerre mondiale.

## Historique du Groupe Collaboration
Le Groupe Collaboration, prolongation du Comité France-Allemagne (1935-1939), est créé officieusement à l'automne 1940 par l'écrivain Alphonse de Châteaubriant. Soutenu par l'ambassadeur Otto Abetz, il est autorisé en février 1941 par les autorités d'occupation.
Le groupe Collaboration regroupe des intellectuels et des bourgeois cultivés, conservateurs, aux fortes tendances antidémocratiques. Il se réclame de Pétain et de la révolution nationale. Son action se concrétise par des conférences de propagande « pour l'unité continentale » devant un auditoire fait de notables, de petits commerçants ou bien de parents de prisonniers de guerre, par des manifestations amicales qui fêtent soit la venue d'artistes et officiels allemands en France, soit l'anniversaire d'évènements à forte valeur symbolique comme l'opération Barbarossa ou Mers el-Kébir. Le groupe se fixe comme objectif de militer par l'action culturelle pour une Europe unifiée sous hégémonie allemande.
Le groupe Collaboration essaime des groupes locaux en zone nord et en zone sud (33 comités en zone sud en septembre 1943). Il organise de nombreuses conférences à thèmes (économique, social, scientifique, artistique, littéraire, jeunes) en vue de favoriser la collaboration avec l'Allemagne nazie dans tous les domaines.
Cercle de notables, Collaboration tente de s’élargir :
- lancement d’un mouvement politique : Les Gerbes françaises, sans succès ;
- participation au Front révolutionnaire national de Marcel Déat en 1943 ;
- lancement d’un mouvement de jeunes : « Collaboration-Jeunesse », puis les Jeunes de l’Europe nouvelle à partir de la rentrée 1942 sous la direction de Jacques Schweizer.

## Personnalités du Groupe Collaboration

### Le comité directeur[2]
- Président : Alphonse de Châteaubriant.
- Vice-président : Jean Weiland (ancien représentant en champagne, vieil ami de Otto Abetz et Joachim von Ribbentrop).
- Vice-président : René Pichard du Page (cousin d'Alphonse de Châteaubriant, conservateur à la bibliothèque de Versailles et auteur d'ouvrages sur le sujet)[3].
- Secrétaire général : Ernest Fornairon (écrivain).
- Trésorier : Thérol, puis madame R. Lechat.
- Chargé de mission : le colonel Alfred Bocher.

### Comité d’honneur[2]
- Fernand de Brinon (représentant du gouvernement de Vichy auprès des Allemands).
- le cardinal Alfred Baudrillart (membre de l'Académie française).
- Abel Bonnard (universitaire, membre de l'Académie française, ancien maurrassien devenu fasciste, ministre de l’Éducation de Vichy).
- Georges Claude (membre de l'Institut, scientifique, fondateur de L’Air Liquide).
- Claire Croiza (1882-1946) (cantatrice française, professeur au conservatoire).
- Pierre Drieu la Rochelle (écrivain).
- René Moulin (membre du Conseil supérieur des colonies, publiciste et journaliste[4]).
- Marie Charles Jean Melchior de Polignac (président des champagne Pommery).
- Pierre Benoit (écrivain).
- Abel Hermant (écrivain).

### Sections[5]
- Section économique et sociale dirigée par l'architecte Paul Marme.
- Section scientifique dirigée par le chirurgien Charles Claoué.
- Section littéraire dirigée par Abel Bonnard et José Germain.
- Section juridique dirigée par le professeur Louis Le Fur.
- Section artistique subdivisée en trois : art dramatique, dirigée par l'auteur dramatique Jean Sarment ; musique, dirigée par Max d'Ollone, directeur de l'Opéra-comique, et avec comme présidents d'honneur les compositeurs Florent Schmitt et Alfred Bachelet ; arts plastiques, dirigée par Georges Grappe, conservateur au musée Rodin, avec comme vice-présidents Othon Friesz et Paul Belmondo.

## Les Jeunes de l’Europe nouvelle (JEN)

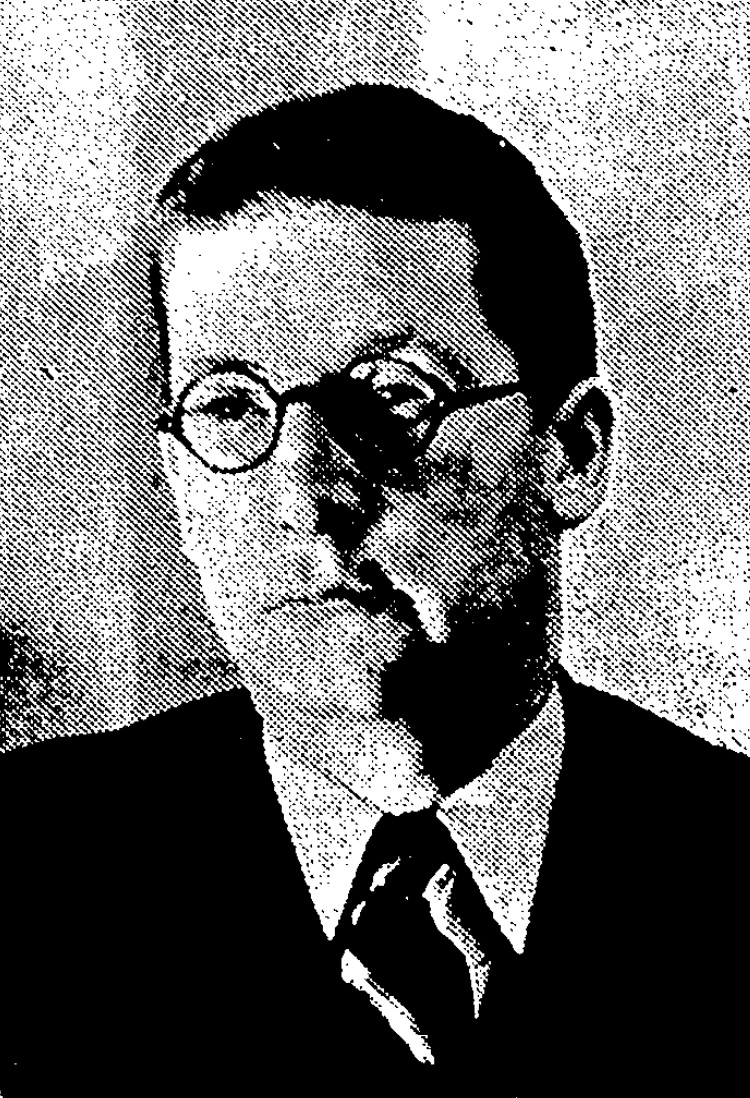
Jacques Schweizer

Collaboration-Jeunesse puis les Jeunes de l’Europe nouvelle (JEN) est créé en mai 1941 par le groupe Collaboration pour inciter à la collaboration entre jeunes français et jeunes allemands (chantier de jeunesse franco-allemand, sport, échanges, etc.).
Le mouvement est appelé ainsi en référence, très ambiguë, au journal de la féministe et humaniste Louise Weiss (doyenne du Parlement européen en 1979) L'Europe nouvelle dont les JEN occupent les locaux, à Paris.

### Comité directeur des JEN
- Président 1 : Marc Augier, (1908-1990) est organisateur du Centre laïc des auberges de jeunesse laïques (ou CLAJ) (1935), membre du parti socialiste SFIO et du Syndicat national des instituteurs, membre du cabinet de Léo Lagrange dans le gouvernement du Front populaire (1936), délégué au Congrès mondial de la jeunesse (1937). Il passe alors au nazisme qui le fascine par son culte du sport et de la jeunesse. En 1941, il crée les Jeunes de l’Europe nouvelle, puis part à la Légion des volontaires français (LVF). En 1942, il fonde le journal de la LVF, Le combattant européen, part à la Division SS française Charlemagne dont il devient l’officier politique. En 1945, il s’enfuit en Argentine. Devenu lieutenant-colonel des troupes de montagne en Argentine, il est gracié et rentre en France en 1953 où il devient écrivain sous le nom de Saint-Loup. Il meurt en 1990.
- Président 2 : Jacques Schweizer, (1904-1981) est avocat, militant d'extrême droite aux Jeunesses patriotes, puis président des Jeunesse nationales et sociales, qui succèdent aux JP. Après 1945, il est condamné à mort, puis gracié. Il devient conseiller juridique et meurt en 1981.
- Vuillot.

### Membres des JEN
« À ses débuts, c’est-à-dire avant le départ d’Augier pour le front de l’Est, Collaboration-Jeunesse sera principalement composé d’anciens Ajistes » (Lambert et Le Marec, p. 170).
Les JEN compteront un maximum de 1 500 membres.